# Свертаон
Свертаон (швед. Svärtaån) — річка на сході південної Швеції, у лені Седерманланд. Довжина річки становить 35 км (32 км), площа басейну  — 372 км² (340 км²).